# Grace Zia Chu

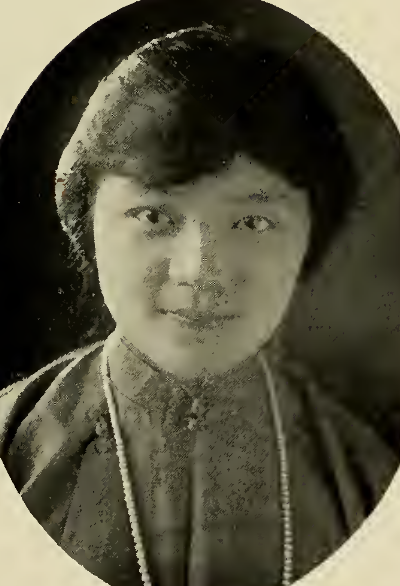
Grace Zia, im Jahrbuch des Wellesley College von 1924

Grace Zia Chu  (* 23. April 1899 in Shanghai, China; † 15. April 1999 in Columbus, Ohio, Vereinigte Staaten) war eine chinesisch-US-amerikanische Lehrerin, Autorin und Köchin. Sie war Autorin chinesischer Kochbücher und eine bedeutende Persönlichkeit in der chinesisch-amerikanischen Kochwelt. Sie  machte Generationen von Amerikanern mit der chinesischen Küche bekannt.

## Leben und Werk
Chu wurde als Grace Anna Zia als das älteste von neun Kindern von Zia Hong-lai, einer christlichen Religionserzieherin, und Zok-tsung Sze geboren. Ihr Vater war in der chinesischen Abteilung der Young Women’s Christian Association (YWCA) aktiv. Sie erhielt ihre Ausbildung an von protestantischen Missionaren geleiteten Einrichtungen, darunter die McTyeire School for Girls in Shanghai, wo sie 1918 einen Sekundarschulabschluss erhielt. 1920 schrieb sie sich am Ginling College in Nanjing ein, wo sie ein Jahr lang studierte. Über die amerikanische YWCA und mit Hilfe eines Stipendiums einer Familie aus Chicago erhielt sie ein Stipendium für das Wellesley College. Sie schloss ihr Studium 1924 mit einem Bachelor in Zoologie ab und erhielt dort im folgenden Jahr ein Lehrzertifikat für Gesundheits- und Sportunterricht. Während ihrer Studienzeit in Amerika lernte sie den Offizier der chinesischen Nationalarmee Chu Shih-ming kennen, der am MIT studierte.

## Lehrerin in China und Kriegszeit
1925 kehrte sie nach China zurück und unterrichtete mehrere Jahre lang Sport, zunächst an der McTyeire School und dann am Ginling College. 1928 heirateten sie Chu nach seiner Rückkehr, nahm den Nachnamen ihres Mannes an und  bekam mit ihm zwei Söhne. Sie unterrichtete weiterhin als Sportlehrerin an der Fakultät des Ginling College und in den 1930er Jahren an Universitäten in Nanjing, Hangzhou und Peking. Von 1935 bis 1947 war sie internationale Vizepräsidentin der YWCA. In den frühen 1930er Jahren unternahm sie mit ihrem Mann mehrere Europareisen und 1936 reiste sie als Beraterin chinesischer Sportlerinnen zu den Olympischen Spielen in Berlin. Von 1937 bis 1938 lebte sie mit ihrem Mann in Moskau, der dort Militärattaché an der chinesischen Botschaft war. Im Rahmen seiner militärischen Aufgaben war ihr Mann als Dolmetscher und Attaché für prominente Regierungsvertreter tätig, darunter Chiang Kai-shek, den Führer der regierenden Nationalistischen Partei. Sie war mit dessen Frau befreundet, die ebenfalls eine Wellesley-Absolventin war. Nach Ausbruch des Krieges zwischen China und Japan unterstützte sie diese in den späten 1930er Jahren, ein Waisenhaus für junge Kriegsopfer in Nanjing zu betreiben.
1941 wurde ihr Ehemann als Militärattaché an die chinesische Botschaft in Washington, D.C. versetzt. Bei der Ausrichtung von Botschaftsveranstaltungen kam ihre bis dahin in Amerika weitgehend unbekannte elegante chinesische Küche zum Einsatz.

## Dozentin und Autorin
1946 kehrte sie mit ihrem Mann über Genf nach China zurück und ließ ihre beiden Söhne in amerikanischen Internaten zurück. 1948 trennte sie sich von ihrem Mann, wanderte in die USA aus und lebte in einem Vorort von Washington, D.C.
1951 zog sie nach Florida und lebte zunächst in Sarasota, wo sie eine Künstlerkolonie leitete, und dann in Bradenton als Inhaberin eines Geschenkeladens, der asiatische Importe verkaufte. 1954 zog sie nach New York City und unterrichtete am China Institute, der Mandarin House School of Cooking, dem Culinary Institute of America, der School of Good Cooking und bei sich zu Hause.
In den nächsten Jahren interessierten sich die Amerikaner  immer mehr für die sogenannte ausländische Küche. 1961 wurde sie von dem Verlag Simon and Schuster beauftragt, ein chinesisches Kochbuch für amerikanische Hausfrauen zu schreiben. 1973 war dies noch immer eines der meistverkauften chinesischen Kochbücher auf dem Markt.
Sie drehte auch einen Film, in dem chinesische Kochtechniken vorgeführt wurden. Dieser wurde von der amerikanischen Gasindustrie zu Werbezwecken eingesetzt, um die Überlegenheit von Gasherden gegenüber ihren elektrischen Gegenstücken bei der Zubereitung chinesischer Gerichte anzupreisen. Der Film The Pleasures of Chinese Cooking  wurde von ihr auf der Jahrestagung der American Home Economics Association in Kansas City, Missouri im Juni 1963 vorgestellt.
Sie behielt ihre Anhängerschaft in den 1960er und frühen 1970er Jahren, indem sie weiterhin in New York unterrichtete und an vielen Orten Vorträge hielt. Ihr zweites Kochbuch Madame Chu’s Chinese Cooking School wurde 1975 veröffentlicht.
1955 erhielt sie eine dauerhafte Aufenthaltserlaubnis in den Vereinigten Staaten und ging Ende der 1970er Jahre in den Ruhestand. Sie lebte weiterhin in New York und zog 1986 zu einer ihrer Schwestern in ein Altersheim in Columbus. Sie wohnte dort in der Nähe ihres älteren Sohnes, der Professor an der Ohio State University war.
Sie starb 1999 wenige Tage vor ihrem 100. Geburtstag im Alter von 99 Jahren in Columbus.

## Auszeichnung
- 1984:  Ernennung zur Grande Dame des New Yorker Chapter von Les Dames d'Escoffier[6][7]

## Veröffentlichungen
- Pleasures of Chinese Cooking . Faber & Faber, 1974, ISBN 978-0571104949.
- Madame Chu's Chinese Cooking School. Fireside , 1978, ISBN 978-0671242091.